# Annamanum sinicum
Annamanum sinicum är en skalbaggsart som beskrevs av J. Linsley Gressitt 1951. Annamanum sinicum ingår i släktet Annamanum och familjen långhorningar. Inga underarter finns listade i Catalogue of Life.